# Zanzibár
Zanzibár (szuahéliül Zanzibar, arabul زنجبار) Tanzániához tartozó szigetcsoport Afrika keleti partjainál. Lakossága 1,89 millió fő (2022). Székhelye és legnagyobb városa Zanzibár (Zanzibar City).
Gazdasága főleg a fűszertermelésre és a turizmusra épül. Az Unguja szigeten fekvő Zanzibár város régi központja és idegenforgalmi attrakciója „Mji Mkomwe” (óváros), a Világörökség része. Sokan az angol nevén ismerik (Stone Town).

## Neve
A „zanzibár” szó valószínűleg a perzsa nyelvből származik: زنگبار [Zangi-bar], ami annyit jelent: „a négerek partja”. De levezethető az arab nyelvből is: Zayn Z'al Barr, vagyis „szép ez a föld”.
Az ugyancsak Tanzániához tartozó Mafia-szigettel együtt néha Fűszer-szigeteknek is nevezik őket, de ez a név inkább az Indonéziában található Maluku-szigetekkel forrott össze.

## Földrajz
Afrika keleti partjainál, az Indiai-óceánban található. Két fő szigete az északkeleti Pemba és a délnyugati Unguja (Zanzibar).
| Név    | Távolság a szárazföldtől (km) | Terület (km²) | Népesség (fő, 2012) | Koordinálták                                       |
| ------ | ----------------------------- | ------------- | ------------------- | -------------------------------------------------- |
| Pemba  | 56                            | 988           | 406 808             | d. sz. 5° 10′, k. h. 39° 45′5.166667°S 39.750000°E |
| Unguja | 36,5                          | 1666          | 896 721             | d. sz. 6° 10′, k. h. 39° 20′6.166667°S 39.333333°E |

Teljes területe 1651 km², ez Vas vármegye területének a fele.

### Éghajlat
| Hónap                         | Jan. | Feb. | Már. | Ápr. | Máj. | Jún. | Júl. | Aug. | Szep. | Okt. | Nov. | Dec. | Év   |
| ----------------------------- | ---- | ---- | ---- | ---- | ---- | ---- | ---- | ---- | ----- | ---- | ---- | ---- | ---- |
| Átlagos max. hőmérséklet (°C) | 33,4 | 34,1 | 34,2 | 31,7 | 30,6 | 30,0 | 29,3 | 29,8 | 31,0  | 31,7 | 32,4 | 33,0 | 31,8 |
| Átlagos min. hőmérséklet (°C) | 23,6 | 23,6 | 23,5 | 23,4 | 22,7 | 21,8 | 21,2 | 20,5 | 20,2  | 20,6 | 21,9 | 23,1 | 22,2 |
| Átl. csapadékmennyiség (mm)   | 69   | 65   | 152  | 357  | 262  | 59   | 45   | 44   | 51    | 88   | 177  | 143  | 1512 |
| Forrás: Climate-Data.org      |      |      |      |      |      |      |      |      |       |      |      |      |      |

### Élővilág

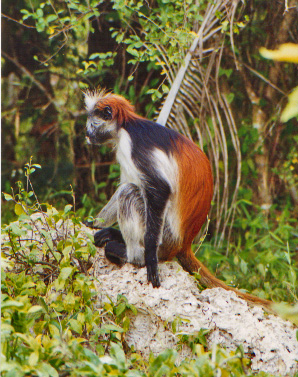
Zanzibári vöröskolobusz

Unguja sziget mintegy harmadán és Pemba körülbelül felén (mindkét sziget nyugati oldalán) fűszerültetvények követik egymást; emellett Unguja nagyobb völgyeiben rizst termesztenek. Jellemző fűszernövényei a fekete bors, a szegfűszeg, a kardamom, a fahéj, a vanília, a szerecsendió, a citromfű és a gyömbér. Mivel kellett a hely az ültetvényeknek, a sziget egykori növényzetét jórészt kivágták; csak a Jozani-erdő maradt többé-kevésbé háborítatlan.
Itt él Zanzibár leghíresebb állatfaja, a karcsúmajmok közé tartozó zanzibári vöröskolobusz (Piliocolobus kirkii). A faj a sziget csak itt megtalálható, endemikus faja. Az erdőben él még a pézsmaantilop (egy kis termetű bóbitásantilop-féle), több kaméleon és mintegy negyven madárfaj.
A sziget déli csücskéhez közel, a nyugati partba mélyedő Menai-öböl két delfinfaj otthona.
Ungujától nyugatra kisebb szigetek sora húzódik (Changuu, Bawe, Chumbe, Kwale, Pungume, Sume, Miwi, Vundwe; északon Tumbatu és Popo). Ezek egyikén alakították ki 1994-ben Tanzánia első tengeri nemzeti parkját, a Chumbe-sziget Tengeri Rezervátumot. A mindössze 16 hektáros szigeten nyitották meg a Korall parkot is: ebben a látogatók búvárkodva ismerhetik meg a sziget körül húzódó korallzátony élővilágát. A zátonyon megtalálható az Indiai-óceánban élő keménykorall fajok kilenctizede; a zátony környékén mintegy 370 halfaj él.
A Börtön-sziget a Seychelle-szigetekről betelepített aldabrai óriásteknősök (Geochelone gigantea) élőhelye (a sziget nevét adó börtönt 1893-ban építették, de sohasem használták).

## Története

A Zanzibári Szultánság zászlaja

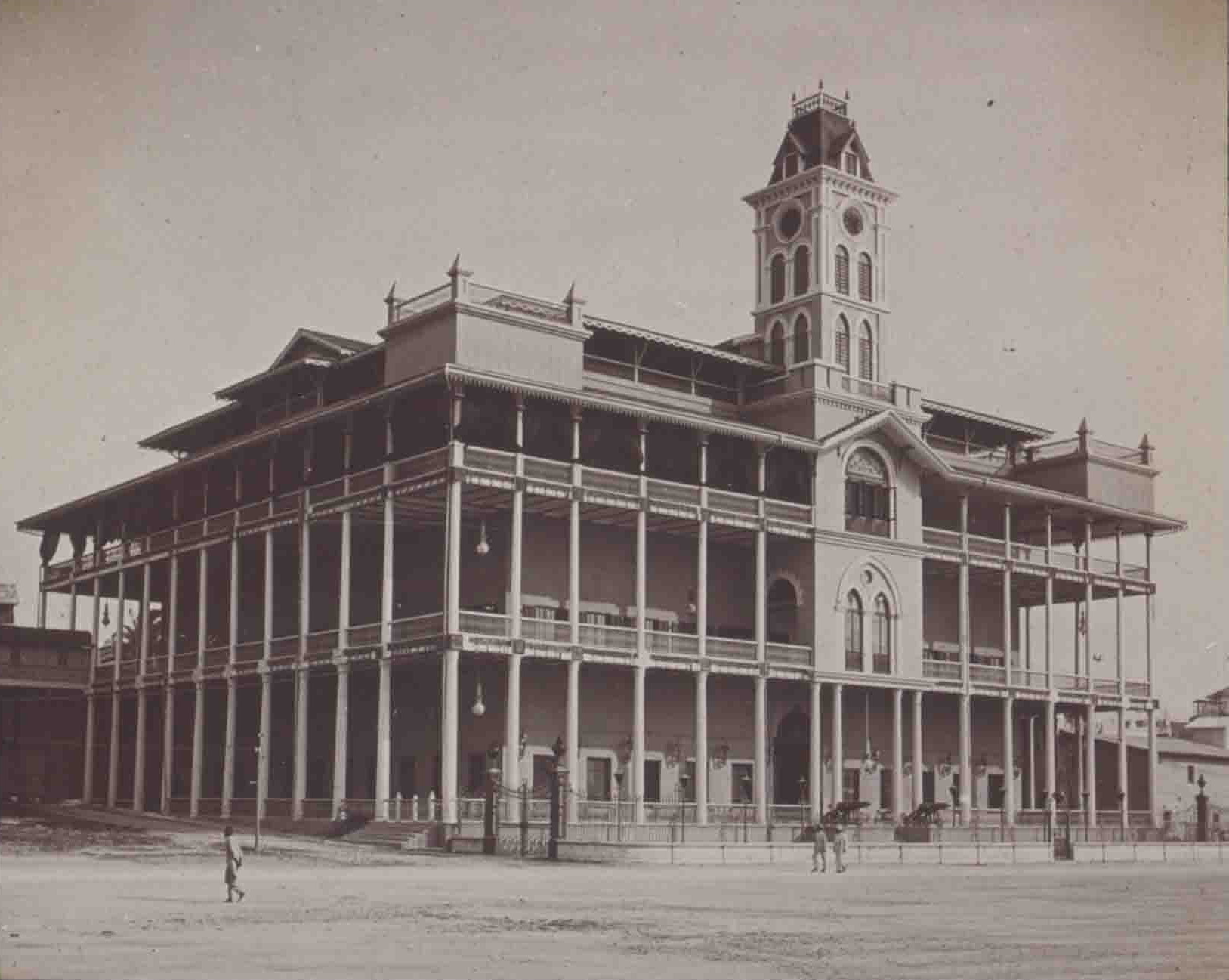
A Csodák Háza

Zanzibár első állandó lakói alighanem a hadimu és tumbatu népek elődei voltak, akik 1000 körül kezdtek betelepülni Kelet-Afrikából. Számos különböző etnikai csoporthoz tartoztak, kis falvakban laktak, és mivel nem alkottak nagyobb, önálló egységet, emiatt könnyű prédáivá váltak a későbbi hódítóknak.
Arábia, a Perzsa-öböl és Irán (különösen Siráz) és Nyugat-India kereskedői valószínűleg már az 1. század óta látogatták Zanzibárt. A monszunszelet használhatták ki a vitorlázáshoz, és a mai Zanzibár város védett kikötőjében szállhattak partra. Maga a sziget csekély jelentőséggel bírt a számukra, de jó támaszpont volt a Kelet-Afrika városaival való kereskedéshez.
A Perzsa-öböl kereskedői – kis számban – a 11. század és a 12. század fordulója körül kezdhettek el letelepedni Zanzibáron és keveredtek a bennszülöttekkel. A hadimuk közül végül kiemelkedett egy öröklődő rangú uralkodó (a Mwenyi Mkuu vagy Jumbe), és a tumbatuk közül is (a Sheha). Egyiküknek sem volt túl nagy hatalma, de népük etnikai önazonosság-tudatának kialakulásában alapvető szerepük volt.
A sziget később portugál birtok volt, 1503-tól 1698-ig.
1698-tól Omán szultánjának fennhatósága alá került.
Szaid bin Szultan Al-Buszaid, Omán és Zanzibár szultánja 1840-ben Zanzibárba, a Stone Townba tette át a székhelyét az omani Maszkatból. 1861-ben meghalt, és a fiai vetélkedtek a trónért. A hatodik fia, Szaid Madzsid bin Suaid Al-Buszaid (1834/5–1870) lett Zanzibár szultánja, a harmadik fiú, Szaid Thuwaini bin Szaid al-Szaid (meghalt 1866-ban) pedig Omán uralkodója lett.

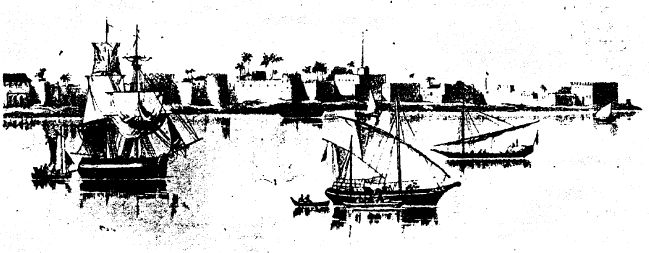
Zanzibár a 19. században

Ebben az időszakban a zanzibári szultán a kelet-afrikai partvidék egy jelentős részét is ellenőrizte (Zandzs), beleértve Mombasát, Dar es-Salaamot és a kontinensbe nyúló kereskedelmi útvonalakat, mint a Kongó folyó melletti Kindut.
1886 novemberében egy német-brit határbizottság a Zandzst 10 tengeri mérföld (19 km) szélességű sávként határozta meg a parton Delgado-foktól (ma Mozambikban) Kipini-ig (ma Kenya), a közbeeső szigetekkel és számos várossal együtt, amelyek ma Szomáliához tartoznak. De 1887 és 1892 között mindezeket a kontinentális területeket Nagy-Britannia, Németország és Olaszország szerezte meg, noha hivatalosan egészen a 20. századig se el nem adták, se oda nem engedték őket (például Mogadishu csak 1905-ben került Olaszországhoz, Mombasa pedig Kenyához 1963-ban.)
A britek fokozatosan növelték befolyásukat, és az 1890-ben megkötött Helgoland–Zanzibár-egyezményben Németország formálisan is megígérte, hogy Zanzibáron nem avatkozik a brit érdekekbe. Ugyanebben az évben Zanzibár brit protektorátus lett, és vezetésére a britek 1890 és 1913 közt vizier, 1913 és 1963 között kormányzó néven neveztek ki főhivatalnokokat.
1896. augusztus 7-én robbant ki a rövid angol–zanzibári háború Hamad bin Thuwaini szultán utódlása körül, és az angolok jelöltje, Hamoud bin Mohammed trónra kerülésével végződött. Ez volt a történelem legrövidebb háborúja: Zanzibár 38 perc alatt megadta magát.
Eleget téve a brit követelésnek, Hamoud véget vetett Zanzibár kulcsszerepének a kelet-afrikai rabszolga-kereskedelemben, amit az omani szultánok kezdtek el a 17. században. Zanzibár betiltotta a rabszolgaságot, és 1897-ben kárpótlással felszabadította a rabszolgákat.
1963. december 19-én Zanzibár visszanyerte függetlenségét Nagy-Britanniától és alkotmányos monarchiává vált. Ez a státusz azonban rövid életűnek bizonyult, mert 1964. január 12-én a szultánt elűzték, április 26-án Zanzibár egyesült Tanganyikával, és így létrejött Tanzánia.
2021 óta Tanzániának első alkalommal zanzibári és egyben először női elnöke van Samia Suluhu Hassan személyében.

### Zanzibár szultánjai
1. Majid bin Said (1856–1870)
2. Barghash bin Said (1870–1888)
3. Khalifah bin Said (1888–1890)
4. Ali bin Said (1890–1893)
5. Hamad bin Thuwaini (1893–1896)
6. Khalid bin Barghash (1896)
7. Hamud bin Muhammed (1896–1902)
8. Ali bin Hamud (1902–1911) (lemondott)
9. Khalifa bin Harub (1911–1960)
10. Abdullah bin Khalifa (1960–1963)
11. Jamshid bin Abdullah (1963–1964)

### Ellenőrzői
1. Sir Lloyd William Matthews, (1890–1901)
2. A.S. Rogers, (1901–1906)
3. Arthue Raikes, (1906–1908)
4. Francis Barton, (1906–1913)

### Brit kormányzók
1. Francis Pearce, (1913–1922)
2. John Sinclair, (1922–1923)
3. Alfred Hollis, (1923–1929)
4. Richard Rankine, (1929–1937)
5. John Hall, (1937–1940)
6. Henry Pilling, (1940–1946)
7. Vincent Glenday, 1946–1951)
8. John Sinclair, (1952–1954)
9. Henry Potter, (1954–1959)
10. Arthur Mooring, (1959–1963)

## Politika, közigazgatás

Zanzibár 2005 januárja óta használt saját zászlaja

Zanzibár Tanzánia része, de sajátos státuszban. Saját elnököt választ, aki a belügyekért felelős zanzibári kormány feje. Zanzibárnak parlamentje is van, ahol ötven, közvetlenül, az általános választójog szerint megválasztott képviselő ül. Megbízatásuk öt évre szól, és feladatuk főleg a szigeteken érvényes jogszabályok megalkotása.
Az utóbbi években erősödnek azok a politikai erők, amelyek Zanzibár függetlenségét akarják.

### Közigazgatási beosztás
Unguja három adminisztratív régióból áll (közép-déli, északi és városi-nyugati). Pemba szigetén északi és déli régió van.

## Kultúra

### Gasztronómia
A zanzibári gasztronómia szuahéli eredetű, amelyet sajátossá bantu, arab, portugál, angol, indiai és kínai hatások formáltak.
A halászat már kezdetektől fontos élelmiszerforrás volt. A 9. századtól jelenik meg az arab és perzsa hatás (előbbi Ománból és Jemenből), amely megismertette a szigetlakókkal a fűszernövényeket, rizst, citrusféléket, mangót és kókuszdiót. Zanzibárnak saját piláf különlegessége van. A portugálok hozták be a 15. és 16. században a tápiókát, kukoricát és ananászt. A 17. század második felében az omániak indiai fűszereket (többek között a curry-t) terjesztették el. Utóbb megjelent a burgonya, a bab, a jamgyökér és a főzőbanán.
A 20. században kínai hatásra terjedt el a szója.

## Híres szülöttei
- Abdulrazak Gurnah (1948–); irodalmi Nobel-díjas 2021
- Freddie Mercury (eredetileg Farrokh Bulsara) (1946–1991); A Queen együttes énekese. Stone Town tengerpartján van egy „Mercury's” nevű étterem is.

## Képek

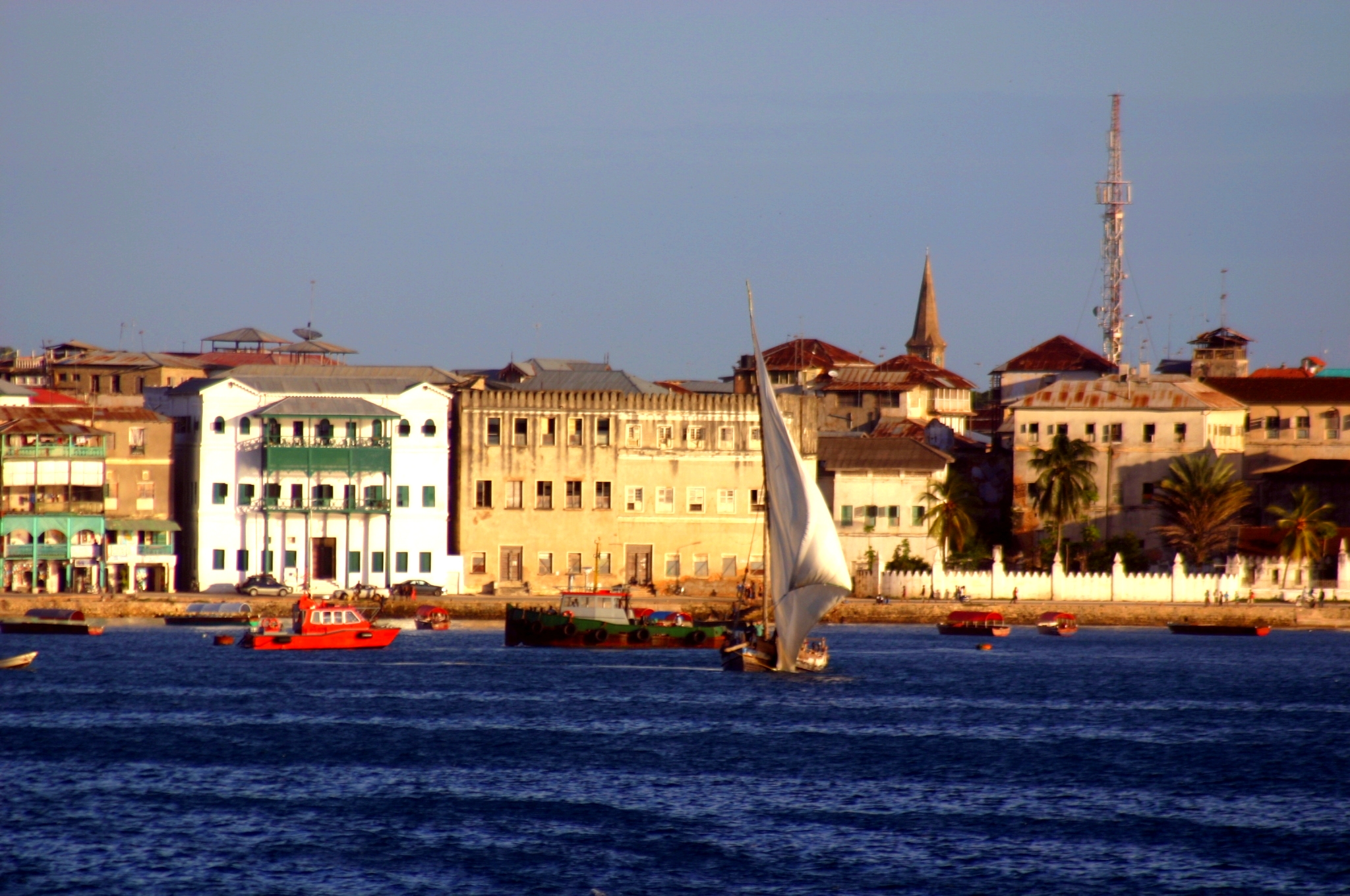
Stone Town a tenger felől
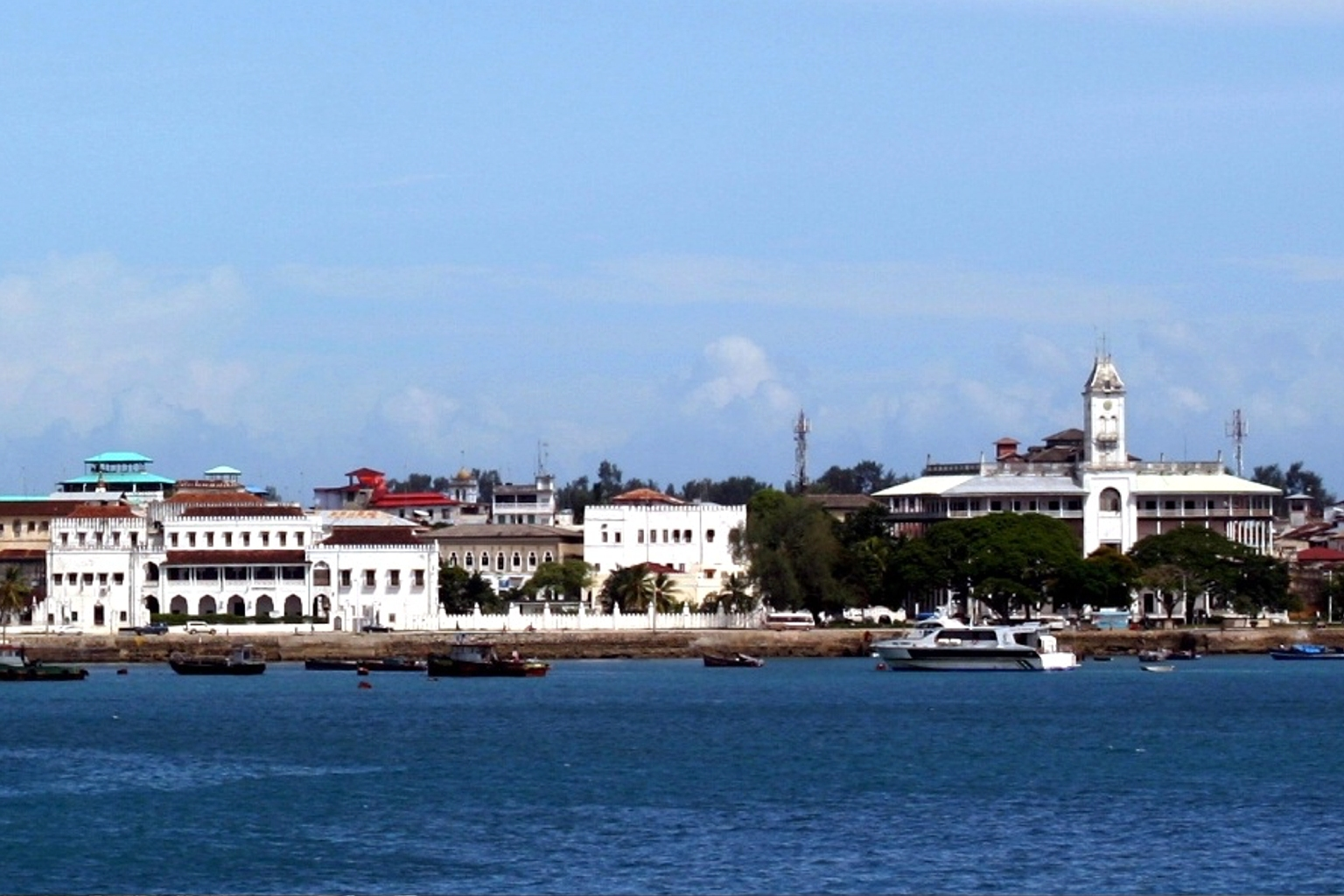
Stone Town a szultáni palotával
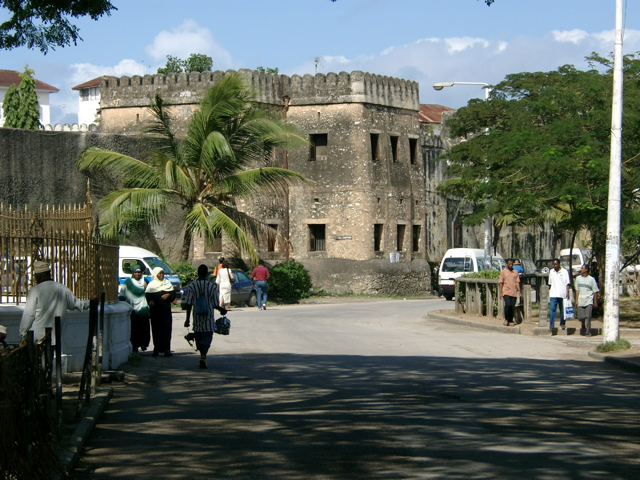
Zanzibár erődje
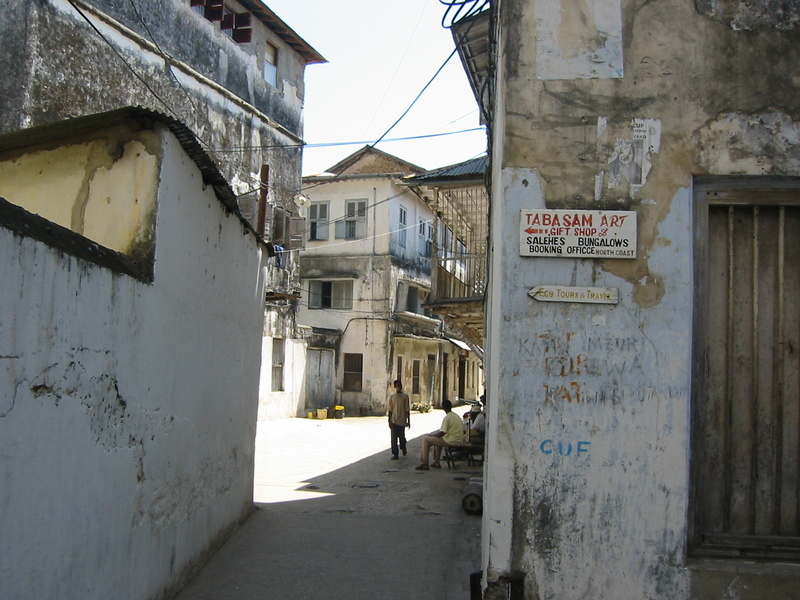
Utca Stone Townban
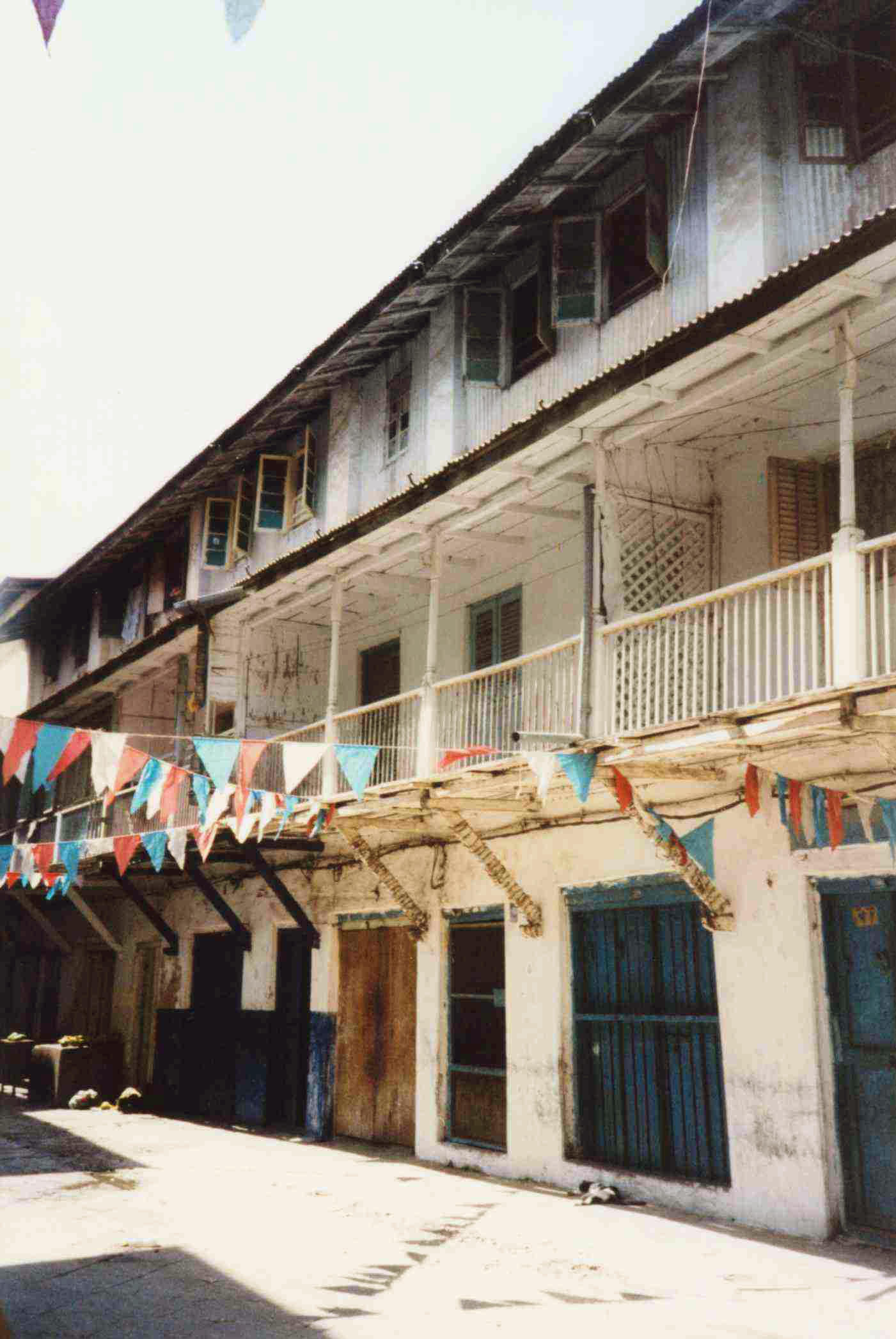
Freddie Mercury szülőháza
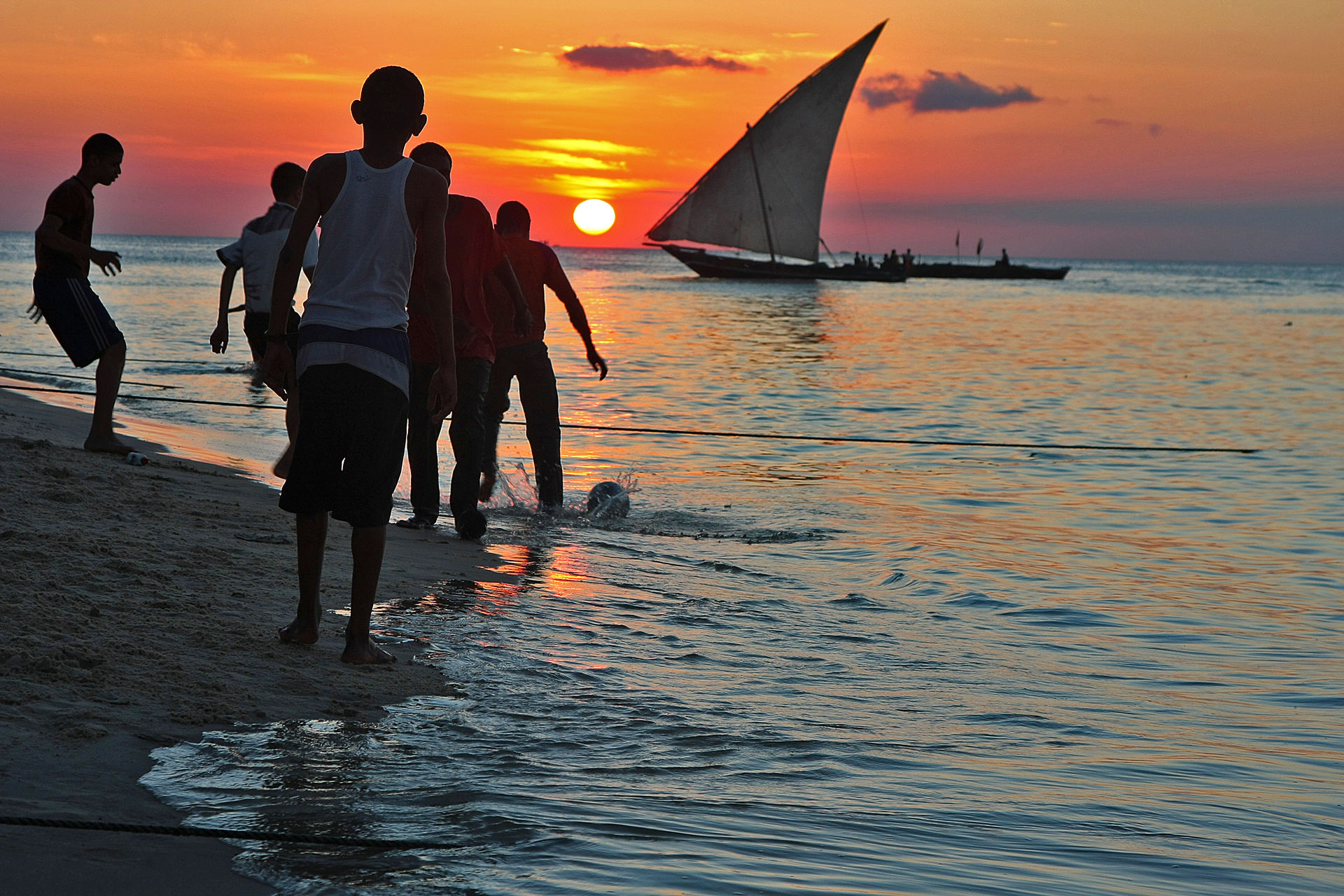
Naplemente Zanzibáron
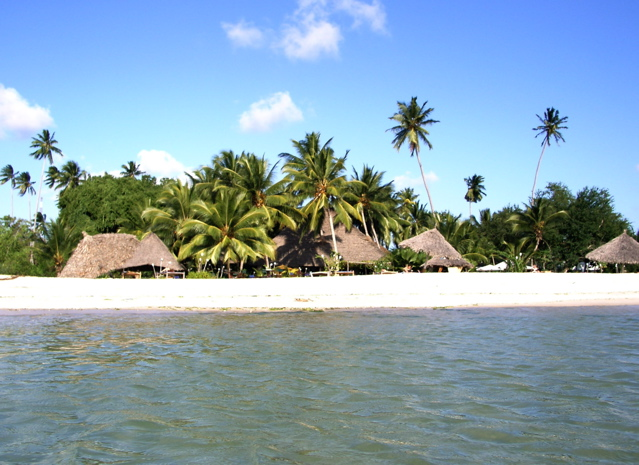
Tengerpart

## Bélyegek
Változatos történelme Zanzibár postabélyeg-kiadását is fölöttébb sokszínűvé tette. Postatörténetében az alábbi (részben átfedő) korszakokat különíthetjük el:
- 1875–1895 Brit Indiai Posta
- 1890–1891 Német Kelet-Afrikai Posta
- 1889–1904 Zanzibári Francia Posta
- 1895–1963 Brit Posta (India Posta, Brit Kelet-Afrika Posta, majd Zanzibár jelöléssel)
- 1963–1964 Zanzibári Posta (Zanzibár jelöléssel)
- 1964–1965 Zanzibári Posta (Zanzibár jelöléssel, „Jamhuri 1964” felülbélyegzővel, majd „Jamhuri Zanzibar” felirattal)
- 1965–1967 Tanzániai Posta („Zanzibar”, „Jamhuri Zanzibar Tanzania”, majd „Tanganyika & Zanzibar” felirattal)
- 1967–Tanzániai Posta („Tanzania” felirattal)